# Дауаги
Дауаги, Дуаги (осет. Дауджытæ, Дуæгтæ, Идаугутæ) — в осетинской мифологии и нартском эпосе название сверхъестественных духов, стоящих на низшей ступени в иерархии духовных существ.

## Мифология
У сказителей нартского эпоса не было чёткого различия между зедами и дуагами. Если зеды выполняли в нартском мире определённые, свойственные только им специфические действия, то дуаги являлись покровителями животных, людей и определённых явлений природы. Также в отличие от зедов, постоянно враждовавших с людьми, дуаги дружили с нартами и покровительствовали им.
В эпосе есть повествование, как нарт Батрадз, вступив в борьбу с зедами и дуагами, многих из них погубил. Они пожаловались Богу, который наказал Батрадза за убийство этих духовных существ. Батрадз же в отместку даже после своей смерти мстил зедам и дуагам.

## Источник
- Дзадзиев А. Б., Этнография и мифология осетин, Владикавказ, 1994, стр. 58 — 59, ISBN 5-7534-0537-1

- Ж. Дюмезиль, Осетинский эпос и мифология, Владикавказ, изд. Наука, 2001.